# Onychostoma macrolepis
Onychostoma macrolepis är en fiskart som först beskrevs av Bleeker, 1871.  Onychostoma macrolepis ingår i släktet Onychostoma och familjen karpfiskar. IUCN kategoriserar arten globalt som livskraftig. Inga underarter finns listade i Catalogue of Life.